# Karl Furcht
Karl Furcht (* 28. März 1938 in Aachen) ist ein ehemaliger deutscher Boxer. Er war deutscher Meister im Berufsboxen.

## Leben
Nach seinem Einstand als Berufsboxer im Februar 1961 kämpfte Furcht Anfang Juni 1962 erstmals um die deutsche Meisterschaft, verlor in Köln jedoch gegen Conny Rudhof. Rund ein Jahr später misslang Furcht auch der zweite Anlauf, er verlor den in München ausgetragenen Kampf um die deutsche Meisterschaft im Leichtgewicht gegen Willy Quatuor. Im dritten Versuch errang Furcht den Titel: Im April 1964 boxte er in Oldenburg vor 4000 Zuschauern gegen Peter Goschka. In der fünften Runde schlug Furcht seinen Gegner zu Boden und in der nächsten Runde noch einmal. Mit einem Leberhaken sorgte Furcht, der sich laut Hamburger Abendblatt in den Gegner „hineinwühlte“, für das vorzeitige Kampfende.
Im September 1966 verteidigte Furcht, der von Jupp Thelen als Manager betreut wurde, den deutschen Meistertitel, als er Lothar Abend in dessen Heimatstadt Kiel durch einen Abbruchsieg (siebte Runde) bezwang. Obwohl Furcht seinerzeit private Sorgen plagten, gewann er in der Landeshauptstadt Schleswig-Holsteins überzeugend. „Furcht, dessen Stil darin besteht, daß er keinen hat, keilte beidhändig“, berichtete das Hamburger Abendblatt über das Duell. Im darauffolgenden Kampf gegen Klaus Jacoby in Oldenburg im Oktober 1966 besaß Furcht insbesondere zu Beginn des Duells sowie in der neunten Runde Vorteile, die Punktrichter entschieden auf ein Unentschieden, Furcht blieb damit deutscher Meister. Ende Februar 1967 standen sich beide wieder im Ring gegenüber, Furcht siegte in Köln vorzeitig. Das Eisstadion in Düsseldorf war der Austragungsort des dritten Kampfes zwischen Furcht und Jacoby im September 1967. Nach der neunten Runde geriet der deutsche Meister bisweilen in Schwierigkeiten, war aber in den vorherigen Runden besser. Der Kampf fand keinen Sieger.
In den folgenden Jahren verbuchte Furcht, der oft auch auf Veranstaltungen im europäischen Ausland kämpfte, deutlich mehr Niederlagen als Siege. Im vorletzten Kampf seiner Zeit als Berufsboxer stand noch einmal ein deutscher Meistertitel (diesmal im Weltergewicht) auf dem Spiel, der Aachener unterlag im April 1973 jedoch Kurt Hombach. Ende August 1973 stand Furcht ein letztes Mal als Berufsboxer im Ring, er verlor gegen Wolfgang Gans.